# Ildar Ahmadijew
Ildar Ahmadijew (tadschikisch Илдар Аҳмадиев, englisch Ildar Akhmadiev; * 1. März 2000 in Hissor) ist ein tadschikischer Leichtathlet, der sich auf den Sprint spezialisiert hat und auch im Weitsprung an den Start geht.

## Sportliche Laufbahn
Erste Erfahrungen bei internationalen Meisterschaften sammelte Ildar Ahmadijew im Jahr 2018, als er bei den Juniorenasienmeisterschaften in Gifu mit 11,36 s in der ersten Runde im 100-Meter-Lauf ausschied und im Weitsprung mit 7,06 m den zehnten Platz belegte. 2021 nahm er dank einer Wildcard über 100 m an den Olympischen Sommerspielen in Tokio teil und schied dort mit 10,66 s in der Vorausscheidungsrunde aus. Im Jahr darauf erreichte er bei den Weltmeisterschaften in Eugene die Hauptrunde und schied dort mit 10,85 s aus. Anschließend kam er bei den Islamic Solidarity Games in Konya mit 10,56 s nicht über den Vorlauf über 100 Meter hinaus und gewann im Weitsprung mit 7,86 m die Silbermedaille hinter dem Usbeken Anvar Anvarov. 2023 verpasste er bei den Hallenasienmeisterschaften in Astana mit 7,13 m den Finaleinzug. Im Juli schied er bei den Asienmeisterschaften in Bangkok mit 10,67 s in der ersten Runde über 100 Meter aus und gelangte im Weitsprung mit 7,18 m auf Rang 13. Im Oktober schied sie bei den Asienspielen in Hangzhou mit 10,73 s im Vorlauf über 100 Meter aus und verpasste im Weitsprung mit 7,02 m den Finaleinzug. Im Jahr darauf schied er bei den Hallenasienmeisterschaften in Teheran mit 6,93 s im Vorlauf über 60 Meter aus und gelangte im Weitsprung mit 7,22 m auf Rang zehn. 2025 schied er bei den Asienmeisterschaften in Gumi mit 21,62 s im Halbfinale über 200 Meter aus und gelangte im Weitsprung mit 7,29 m auf Rang elf. 
In den Jahren von 2019 bis 2022 wurde Ahmadijew tadschikischer Meister im 100-Meter-Lauf sowie 2020 auch in der 4-mal-100-Meter-Staffel. Zudem siegte er von 2020 bis 2025 auch im Weitsprung im Freien und 2024 in der Halle. 2025 wurde er zudem Landesmeister im 200-Meter-Lauf.

## Persönliche Bestzeiten
- 100 Meter: 10,37 s (+1,5 m/s), 4. Juni 2022 in Taschkent (tadschikischer Rekord)
  - 60 Meter (Halle): 6,82 s, 20. Januar 2024 in Öskemen
- 200 Meter: 20,77 s (+0,1 m/s), 28. Juni 2024 in Taschkent (tadschikischer Rekord)
- Weitsprung: 7,86 m (+1,7 m/s), 12. August 2022 in Konya